# Alessio Carlone
Alessio Carlone (Genk, 20 januari 1996) is een Belgisch jeugdtrainer en voormalig voetballer die als aanvaller speelde.

## Carrière
Carlone doorliep de jeugdopleiding van KRC Genk. In januari 2016 werd hij uitgeleend aan de Nederlandse tweedeklasser FC Den Bosch. Hij maakte zijn debuut op 31 januari 2016 in de thuiswedstrijd tegen Sparta Rotterdam. Na de rust werd hij vervangen door Jordy Thomassen. In de kwartfinale van de KNVB beker maakte hij op 3 februari zijn eerste doelpunt voor FC Den Bosch.
Op het einde van het seizoen 2016/17 lichtte FC Den Bosch de optie in het contract om Carlone een extra seizoen te huren. In de zomer van 2017 trok hij op definitieve naar de Eerste divisie, zij het dan wel naar FC Eindhoven. Daar kwam hij evenwel minder aan spelen toe dan bij FC Den Bosch, waarop de club op 31 januari 2019 in onderling overleg zijn contract ontbond.
Enkele weken na zijn vertrek bij Eindhoven vond Carlone onderdak bij Patro Eisden Maasmechelen. Via de club uit Eerste klasse amateurs herlanceerde Carlone zich: in de zomer van 2019 versierde hij een transfer naar de Roemeense eersteklasser CSM Politehnica Iași. Na enkele maanden ruilde hij deze club al in voor reeksgenoot FC Botoșani.
In 2020 moest hij vanwege een genetische hartafwijking echter een punt zetten achter zijn profvoetbalcarrière. Enkele maanden later richtte hij zijn eigen voetbalacademie op. In de zomer van 2021 ging hij aan de slag als jeugdtrainer bij zijn eigen opleidingsclub KRC Genk.

## Statistieken
| Seizoen        | Club                 | Competitie             | Competitie | Competitie | Beker | Beker | Internationaal | Internationaal | Overig | Overig | Totaal | Totaal |
| Seizoen        | Club                 | Competitie             | Wed.       | Dlp.       | Wed.  | Dlp.  | Wed.           | Dlp.           | Wed.   | Dlp.   | Wed.   | Dlp.   |
| -------------- | -------------------- | ---------------------- | ---------- | ---------- | ----- | ----- | -------------- | -------------- | ------ | ------ | ------ | ------ |
| 2015/16        | KRC Genk             | Jupiler Pro League     | 0          | 0          | 0     | 0     | –              | –              | –      | –      | 0      | 0      |
| 2015/16        | → FC Den Bosch       | Eerste divisie         | 13         | 1          | 1     | 1     | –              | –              | –      | –      | 14     | 2      |
| 2016/17        | → FC Den Bosch       | Eerste divisie         | 20         | 1          | 0     | 0     | –              | –              | –      | –      | 20     | 1      |
| 2017/18        | FC Eindhoven         | Eerste divisie         | 3          | 1          | 1     | 0     | -              | -              | -      | -      | 4      | 1      |
| 2018/19        | FC Eindhoven         | Eerste divisie         | 7          | 0          | 1     | 0     | -              | -              | -      | -      | 8      | 0      |
| 2018/19        | Patro Eisden         | Tweede klasse amateurs | 11         | 1          | 0     | 0     | -              | -              | -      | -      | 11     | 1      |
| 2019/20        | CSM Politehnica Iași | Liga 1                 | 6          | 0          | 1     | 0     | -              | -              | -      | -      | 7      | 0      |
| 2019/20        | FC Botoșani          | Liga 1                 | 8          | 0          | 0     | 0     | -              | -              | -      | -      | 8      | 0      |
| 2020/21        | FC Botoșani          | Liga 1                 | 0          | 0          | 0     | 0     | 0              | 0              | -      | -      | 0      | 0      |
| Carrièretotaal | Carrièretotaal       | Carrièretotaal         | 68         | 4          | 4     | 1     | 0              | 0              | 0      | 0      | 72     | 5      |